# 杨舒平演讲风波
杨舒平演讲風波是指2017年5月21日马里兰大学学院市分校毕业典礼上，来自中國大陸昆明的留学生杨舒平发表毕业演讲，她以美国学习、生活的自身经历為主軸的演講，因提及在昆明『每次外出都必须戴口罩』，以及将中美之间的空气、民主和言论自由作对比所引發的風波。
演讲内容从昆明、马里兰空气质量的对比，从中美城市环境的差异，到呼吁为「民主、自由」的清新空气而奋斗，最后表达「自由是氧气，自由是激情，自由是爱」的观点。此講演內容引起中国部分留學生、媒體和民眾的強烈反應，在難以預料的輿論压力下，她在新浪微博上道歉。

## 起因
中国大陆媒體《环球时报》認為演讲“诋毁祖国”、“融入美国”、“内容完全枉顾真的事实”和“天大的讽刺”：
- 開頭以美国的新鲜空气為引子，称呼吸美国的空气有种“奇妙的奢侈感”；并与中国大陆的空气质量作了对比。
- 以空氣引出對美國大學學術自由的欣賞，将其比喻為新鲜空气；提到美國總統大選，認同並欣賞自由民主價值觀和公民行使投票權利; 認同美國大學的批判性思维教育及多元文化，對师生表达政治观点的热情表示贊許，并与其在中国大陆学习《独立宣言》时的死记硬背作了对比；
- 以上方為鋪墊，總結全部內容並引出結尾。演讲末尾称“民主和自由是值得我们为之奋斗争取的新鲜空气”。

演讲结束后，主持毕业典礼的马里兰大学校长陆道逵称赞她说：“你的演讲非常鼓舞人心。我也是自己选择来到美国的移民，你的演讲也表达了我对这个国家最深刻的感受。”

## 发展
马里兰大学中国学生学者联合会在微信群呼吁学生们采取行动。前主席朱力涵發表言論: “希望这位小姑娘好自为之，脸丢光了的话在美国出门也得戴口罩了”，“以诋毁祖国的方式博眼球是坚决不能容忍的”；一些在中国的马里兰大学毕业生認為杨舒平的演讲是“一种为了融入美国社会的策略”；《环球时报》等媒体对此次演讲进行了大篇幅的宣传报道，並且表示其為辱華的行为；在微博、微信等社交媒体平台上，杨舒平被打上了“辱华”、“卖国求荣”、“汉奸”的标签，还有网友表示杨舒平称其戴口罩是因为“人长得太丑”。事后，杨舒平迅速遭到了网友们的人肉搜索，其个人信息被爆出，随即大量网友指责杨的演讲不实，因其家乡云南省昆明已经是中国大陆空气质量排行榜上少数几个空气质量优良率最好的城市之一；有的自称杨高中同学的网友宣称杨并没有天天带口罩出門，表示杨的演讲并非事实。
在難以預料的巨大輿論壓力下，杨舒平在微博上发表致歉声明，表示将从事件中“吸取教训”；马里兰大学则发表声明，对杨舒平表示支持。而《大纪元时报》的文章则质疑，为何大陆的负面评价都集中于'空气'污染程度真实与否，而对赞赏言论自由和公民投票权等只字不提，并质疑此次风波幕后操作者的真实目的。并有网友类比此次事件与二战后少数日本老兵由于'辱日'(对华道歉或揭露南京大屠杀)后在日本国内遭到的围攻谩骂，以及德国反思二战罪行后所赢得的世界尊重，指出杨舒平的演讲并不是辱华，而中国留学生的表现及官媒的评价才是真真正正的'辱华'，损害了中国在国际上的形象。

## 争议
本演講美國學生的相關反應未知，然而在內容上存在以下爭議：
- 在毕业典礼的场合下，杨的演讲难以被在场中国学生接受。根据校方统计[10]，近四年来马里兰大学录取的中国学生超过9000名。出席毕业典礼一部分中国学生难以接受毕业之际受到针对特定国籍的负面评价[11]。

- 有论者认为杨的叙述与经验不符，以到达美国机场后准备戴上口罩的行为[11]和对呼吸到甜美空气的深感意外[11]，暗示普通的中国学生在前往美国留学之前可能对于国内的环境问题或对美国空气状况一无所知[12]，这与空气污染问题在中国受到广泛的关注和报道的实际情况并不相符[13][14] 。

- 中文媒体对演讲内容的批评还包括迎合大众对于中国环境问题和公民权利现状的刻板印象[15]。以中国学生的形象通过对中国现状进行负面评价的方式赞赏美国的空气质量、言论自由和公民投票权[11]。

## 回應

### 中国外交部
中國外交部於2017年5月24日的外交部發言人例行記者會上對此事發表了回應。從全文來看，外交部的發言焦點，在於此事所反映出的對於如何在不造成負面效應的情況下發表講話內容的警示。回應如下：
| 問：中國留學生楊舒平週日在美國馬里蘭大學發表了一篇有爭議的演講，在中國國內引發憤怒情緒。中國政府是否認為中國留學生、特別是赴美留學生有義務發表負責任的涉華言論？中國駐美使館是否介入此事？中國政府是否就中國留學生能說什麼、不能說什麼發布指導性意見？ 答：關於第一個問題，我想說，任何中國公民、對於任何事的表態都應該負責任，不僅是有關中國的問題，對任何問題都應該如此。 關於你提到中國駐美使領館是否介入此事，以及中國政府是否因此發布針對留學生的指導性意見，我沒有聽說這樣的情況。 事實上，你的問題不是一個外交問題，但既然你問到了，網上也有很多評論，我可以說兩句。我想可能很多網民都認為，任何國家都有自己值得驕傲的一面，同時每個國家在發展過程中也都存在一些發展中的問題，一個公民在評論自己國家時是在什麼樣的場合、以什麼樣的方式作評論，相信所有人都不難從中感受出他/她對祖國是什麼樣的感情。 我也注意到，你提到的這位學生後來又作出公開表態、或者說是一個道歉。她說自己熱愛祖國，也願意在學成之後回國為祖國做出自己的貢獻。如果這一消息屬實，我想說，當前中國在國外有很多留學生，這些年輕學子出國以後對一些事情的看法和認識可能都會經歷一個發展和變化的過程。但只要他們最終還是從心底熱愛自己的國家，願意為祖國做出貢獻，我相信中國政府是鼓勵、支持和歡迎。 |

### 美国副总统
2018年10月4日，美国副总统迈克·彭斯在华盛顿智库哈德逊研究所的讲话中未点名提到了此事，对杨舒平表示了支持：
| 在马里兰大学，一名中国学生最近在毕业典礼上谈到了她所说的“言论自由的清新空气”。共产党官方报纸立刻斥责了她，她成为严格控制下的中国社交媒体批评风暴的受害者，她的家人在国内受到骚扰。而对马里兰大学本身而言，它与中国的交流项目本是美国最为广泛的，突然间从源源不绝变成了点点细流。 |